# Нижнее Энинъярви
Нижнее Энинъярви — озеро на территории Ледмозерского сельского поселения Муезерского района Республики Карелии.

## Общие сведения
Площадь озера — 1,6 км², площадь водосборного бассейна — 19,2 км². Располагается на высоте 139,6 метров над уровнем моря.
Форма озера лопастная, продолговатая: оно вытянуто с северо-запада на юго-восток. Берега каменисто-песчаные, местами заболоченные.
Из юго-восточной оконечности озера вытекает река Унга, впадающая в реку Онду, втекающую, в свою очередь, в Нижний Выг.
В озере расположено не менее четырёх безымянных островов различной площади.
К юго-востоку от озера проходит лесная дорога.
Код объекта в государственном водном реестре — 02020001311102000008012.